# I. e. 119
Évszázadok: i. e. 3. század – i. e. 2. század – i. e. 1. század
Évtizedek: i. e. 160-as évek – i. e. 150-es évek – i. e. 140-es évek – i. e. 130-as évek – i. e. 120-as évek – i. e. 110-es évek – i. e. 100-as évek – i. e. 90-es évek – i. e. 80-as évek – i. e. 70-es évek – i. e. 60-as évek
Évek: i. e. 124 – i. e. 123 – i. e. 122 – i. e. 121 –  i. e. 120 – i. e. 119 – i. e. 118 – i. e. 117 – i. e. 116 – i. e. 115 – i. e. 114

## Események

### Róma
- Lucius Aurelius Cottát és Lucius Caecilius Metellust választják consulnak.
- Caius Mariust néptribunussá választják. Törvényjavaslatot nyújt be, amely csökkentette volna a szenátus befolyását a bíróságokra. Cotta consul nyíltan fellép ellene, mire Marius megfenyegeti, hogy börtönbe vetteti. Mivel a többi néptribunus is őt támogatja, a szenátus és a consul meghátrál. Határozott fellépése miatt Marius igen népszerű lesz, de később sokan ellene fordulnak, mert ellenzi az ingyenes gabonaosztást, attól tartva hogy könnyen befolyásolható lumpenproletariátus kialakulásához vezet.
- A rómaiak hódító hadjáratot indítanak Dalmáciába. L. Aurelius Cotta legyőzi a szkordiszkuszokat és dalmátokat, Metellus pedig elfoglalja Salonát.

### Kína
- A kínaiak Vej-csing és Huo Csu-ping vezetésével a hsziungnu birodalom szívébe indítanak hadjáratot. A mopeji csatában nagy győzelmet aratnak, a hsziungnu király kénytelen elmenekülni a Góbi-sivatagon túlra. A háború költségeit a császár a só-és vaskereskedelem állami monopóliumba vételével és új adók kivetésével finanszírozza.
- Csang Csien újabb expedícióra indul, hogy felvegye a kapcsolatot a közép-ázsiai vuszunokkal.

## Fordítás
- Ez a szócikk részben vagy egészben  a(z)   119 av. J.-C. című francia Wikipédia-szócikk ezen változatának fordításán alapul.  Az eredeti cikk szerkesztőit annak laptörténete sorolja fel. Ez a jelzés csupán a megfogalmazás eredetét és a szerzői jogokat jelzi, nem szolgál a cikkben szereplő információk forrásmegjelöléseként.